# Bergeggi
Bergeggi (im Ligurischen: Bergéggi) ist eine italienische Gemeinde mit 1046 Einwohnern (Stand 31. Dezember 2023) in der Region Ligurien. Politisch gehört sie zu der Provinz Savona.

## Geographie
Das Dorf liegt an der Riviera di Ponente, an den Hängen des Monte Sant’Elena. Vom Ligurischen Meer ist Bergeggi 347 Meter entfernt. Es gehört zu der Comunità Montana del Giovo und befindet sich circa zehn Kilometer südwestlich von der Provinzhauptstadt Savona.
1985 wurde das Naturreservat Bergeggi eingerichtet, das die Isola di Bergeggi und den gegenüberliegenden Küstenabschnitt der Riviera di Ponente umfasst.
2007 und 2008 wurde der Gemeinde die Blaue Flagge verliehen, welche die gehobene Qualität der Strände und des Meeres auszeichnet.
Nach der italienischen Klassifizierung bezüglich seismischer Aktivität wurde Bergeggi der Zone 4 zugeordnet. Das bedeutet, dass sich die Gemeinde in einer seismisch inerten Zone befindet.

## Klima
Die Gemeinde wird unter Klimakategorie D klassifiziert, da die Gradtagzahl einen Wert von 1769 besitzt. Das heißt, die in Italien gesetzlich geregelte Heizperiode liegt zwischen dem 1. November und dem 15. April für jeweils zwölf Stunden pro Tag.